# Поморянська селищна рада
| Поморянська селищна рада — орган місцевого самоврядування у Золочівському районі Львівської області з адміністративним центром у смт Поморяни. Історична дата утворення: в 1939 році. Водоймища на території, підпорядкованій даній раді: річки Золота Липа, Махнівка. Селищній раді підпорядковані населені пункти: - смт Поморяни - с. Богутин - с. Загора - с. Кульби - с. Надільне - с. Торгів |

## Склад ради
Рада складається з 16 депутатів та голови.

### Керівний склад ради
| ПІБ                          | Основні відомості                                                                            | Дата обрання | Дата звільнення |
| ---------------------------- | -------------------------------------------------------------------------------------------- | ------------ | --------------- |
| Жовтанський Петро Леонідович | Селищний голова, 1952 року народження, освіта, член Всеукраїнського об'єднання «Батьківщина» | 26.03.2006   | 31.10.2010      |
| Жовтанський Петро Леонідович | Селищний голова, 1952 року народження, освіта середня загальна, безпартійний                 | 31.10.2010   |                 |

Примітка: таблиця складена за даними джерела